# Magnus IV de Noruega
Magnus IV, también conocido como Magnus el Ciego (en noruego, Magnus den blinde; nórdico antiguo: Magnús Sigurðsson; c. 1115 - 12 de noviembre de 1139) fue rey de Noruega de 1130 a 1135 y de 1137 a 1139. Era hijo de Sigurd el Cruzado y de la amante de este, Borghild Olavsdatter. Su reinado marcó el inicio de una serie de guerras civiles que durarían cerca de cien años.

## Biografía
Magnus fue educado en la corte de Vidkun de Bjarkøy. Cuando Sigurd el Cruzado murió en 1130, Magnus ascendió al trono juntamente con su tío Harald Gille (más tarde Harald IV de Noruega). La relación entre ambos monarcas no fue precisamente tersa y tras cuatro años de paz, Magnus se preparó para la guerra contra Harald. Magnus IV se casó en 1132 con la princesa danesa Cristina, una hija de San Canuto Lavard (muerto un año antes). Magnus ayudó a Erik II de Dinamarca, hermano de Canuto, en su querella contra Nicolás I de Dinamarca, pero cuando la joven descubrió que Magnus pensaba traicionar a Erik, este se alió con Harald Gille. Cristina fue repudiada poco tiempo después de la boda. No tuvieron hijos. El 9 de agosto de 1134 Magnus derrotó a Harald en la batalla de Farlev, en Bohuslän, y Harald hubo de escapar a Dinamarca. Magnus, en contra de las advertencias de sus consejeros, dejó que su ejército se disolviera, y decidió ir a Bergen para pasar el invierno en esa ciudad. Harald regresó a Noruega con un nuevo ejército, y tras enfrentarse con una débil oposición, llegó a Bergen. Magnus no tenía suficientes hombres, y la ciudad cayó fácilmente en manos de Harald el 7 de enero de 1135. Magnus fue hecho prisionero, además de ser sometido a una cruel venganza: fue castrado, cegado y mutilado de una pierna, y encerrado en un monasterio. A partir de entonces fue conocido como Magnus el Ciego.
El derrocado monarca pasó algunos años en vida monástica. En 1136 Harald Gille fue asesinado por Sigurd Slembe, otro pretendiente al trono noruego que se decía tío de Magnus. Sigurd Slembe liberó a Magnus de su encierro en 1137 y lo nombró corregente. Magnus fue enviado a gobernar la parte oriental del reino, pero se enfrentaría con la oposición de los seguidores del difunto Harald Gille, que habían designado como sus reyes a los hijos de este, Inge y Sigurd. Tras ser derrotado en Minne por las fuerzas de Inge, Magnus escapó hacia Götaland, en Suecia, y posteriormente a Dinamarca, donde buscó el apoyo del rey Erico Emune. Al fracasar los proyectos de una invasión danesa en Noruega, Magnus regresó a Noruega para unirse con Sigurd Slembe. Ambos, que no contaban con demasiado apoyo, mantuvieron una resistencia contra Inge y Sigurd, pero finalmente serían vencidos por el ejército de éstos en la batalla de Hvaler el 12 de noviembre de 1139. Magnus cayó en el combate y Sigurd Slembe fue capturado, torturado y asesinado.

## Magnúss saga blinda ok Haralds gillaenHeimskringla
Magnúss saga blinda ok Haralds gilla es uno de los relatos de Heimskringla sobre los reyes noruegos. Hasta la muerte de Sigurd el Cruzado, Noruega había disfrutado de 100 años de paz en su territorio pero con Magnus, hijo de Sigurd, que compartía al principio el poder con su tío Harald Gille para acabar enfrentados y Magnus ciego, mutilado y encerrado en un monasterio. Así comienzan 110 años de un conflicto interno, una cruenta guerra civil que no terminó hasta que Hákon el Viejo asegurara el trono derrotando al jarl Skúli en el monasterio de Niðarhólmr (hoy Munkholmen) en 1240. Snorri Sturluson describe el primer período del conflicto.